# Cantone di Combs-la-Ville
Il Cantone di Combs-la-Ville è una divisione amministrativa dell'arrondissement di Melun.
A seguito della riforma complessiva dei cantoni del 2014 è passato da 4 a 5 comuni.

## Composizione
Prima della riforma del 2014 comprendeva i comuni di:
- Combs-la-Ville
- Lieusaint
- Moissy-Cramayel
- Réau

Dal 2015 comprende i comuni di:
- Brie-Comte-Robert
- Combs-la-Ville
- Lieusaint
- Moissy-Cramayel
- Réau